# SV Wehen Wiesbaden

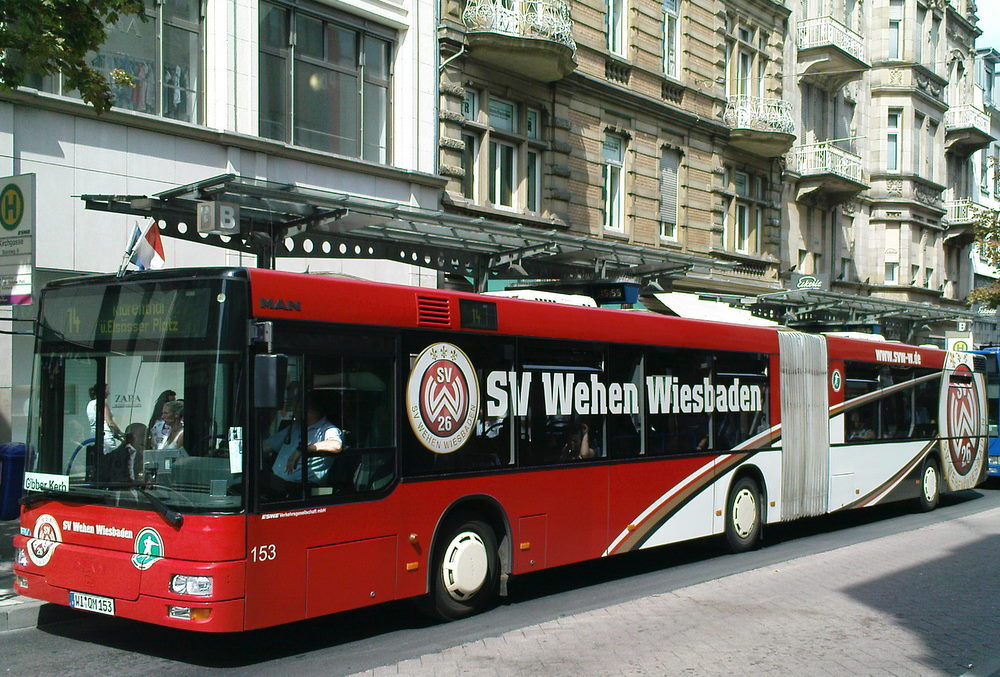
Spelersbus

SV Wehen Wiesbaden is een Duitse voetbalvereniging uit de plaats Taunusstein-Wehen, deelstaat Hessen. Deze plaats ligt in de buurt van de stad Wiesbaden. De club speelt sinds 2007 thuiswedstrijden in de stad Wiesbaden en is daarmee de eerste club van de stad, voor traditieclub SV Wiesbaden 1899.

## Geschiedenis
De vereniging werd op 1 januari 1926 met 39 leden opgericht. In 1933 werd de club opgeheven, om pas na de val van het naziregime in 1946 opnieuw opgericht te worden door Karl Bender. Tot juli 2007 was de officiële naam van de vereniging SV Wehen 1926 - Taunusstein e.V.. De officiële naam is daarna gewijzigd in SV Wehen Wiesbaden 26 e.V..
In 1965 werd de vereniging kampioen van de B-Klasse Wiesbaden en promoveerde naar de A-Klasse. In 1968 volgde het kampioenschap in de A-Klasse en promotie naar de Bezirksliga, alwaar de club tot de degradatie in 1971 standhield. Met de komst van Heinz Hankammer (BRITA-waterfilteringssystemen) als hoofdsponsor en voorzitter begint de echte opmars van SV Wehen. In 1983 promoveerde de club wederom naar de Bezirksliga. Met een korte onderbreking in 1985 houdt de club nu wel stand, en in 1987 volgde opnieuw een stap omhoog naar de Landesliga Hessen.
De vaart zit er nu goed in, want in 1989 wordt de club kampioen van de Landesliga Hessen en promotie naar de Oberliga is een feit. Van 1992 tot 1994 mag de vereniging ook deelnemen aan de hoofdronde van de DFB-Pokal. De opmars gaat verder en in 1996 volgt promotie naar de Regionalliga, het derde niveau in Duitsland. De club is daarmee feitelijk een semi-professionele voetbalvereniging geworden. In 2003 en 2004 behaalde de club telkens de 7e plaats in de eindrangschikking van de Regionalliga Süd. In 2005 komt men slechts 1 punt tekort voor promotie naar de 2. Bundesliga. Op 28 april 2007 lukte het wel: na een 0-2-overwinning bij FK Pirmasens promoveerde de club naar de 2. Bundesliga. Het seizoen 2008/2009 verliep echter niet goed en de club degradeerde naar de 3. Liga.
Naast eerder genoemde kampioenschappen behaalde de club ook nog de Hessenpokal in de jaren 1988, 1996 , 2000 en 2011.

## Stadion
Sinds het seizoen 2007/08 speelt het team zijn thuiswedstrijden niet meer in het stadion am Halberg, dat aan slechts 5.000 toeschouwers plaatsbood, omdat het niet voldoet aan de eisen van de Deutsche Fußballiga (DFL). Daarom moest er een nieuw stadion gebouwd worden. Men besloot niet het bestaande stadion te verbouwen, maar koos voor een nieuwbouw in Wiesbaden. Het was echter meteen duidelijk dat het stadion niet klaar zou zijn voor de start van de competitie en daarom speelde men de eerste wedstrijden in de Commerzbank-Arena in Frankfurt am Main.

## Overzichtslijsten
| Niveau | Aantal | Periode (1986-2026)                                   |
| ------ | ------ | ----------------------------------------------------- |
| II     | 4      | 2007-2009, 2019-2021, 2023-2024                       |
| III    | 30     | 1989-1995, 1997-2007, 2009-2018, 2020-2023, 2024-.... |
| IV     | 4      | 1987-1989, 1995-1997                                  |
| V      | 1      | 1986-1987                                             |

### Eindklasseringen vanaf 1987 (grafisch)
- 1987 1e
Niveau 5
- 1988 5e
Niveau 4
- 1989 1e
Niveau 4
- 1990 4e
Oberliga
- 1991 4e
Oberliga
- 1992 4e
Oberliga
- 1993 4e
Oberliga
- 1994 4e
Oberliga
- 1995 17e
Regionalliga
- 1996 9e
Oberliga
- 1997 1e
Oberliga
- 1998 13e
Regionalliga
- 1999 6e
Regionalliga
- 2000 14e
Regionalliga
- 2001 11e
Regionalliga
- 2002 6e
Regionalliga
- 2003 7e
Regionalliga
- 2004 7e
Regionalliga
- 2005 3e
Regionalliga
- 2006 3e
Regionalliga
- 2007 1e
Regionalliga
- 2008 9e
2. Bundesliga
- 2009 18e
2. Bundesliga
- 2010 15e
3. Liga
- 2011 4e
3. Liga
- 2012 16e
3. Liga
- 2013 7e
3. Liga
- 2014 4e
3. Liga
- 2015 9e
3. Liga
- 2016 16e
3. Liga
- 2017 7e
3. Liga
- 2018 4e
3. Liga
- 2019 3e
3. Liga
- 2020 17e
2. Bundesliga
- 2021 6e
3. Liga
- 2022 8e
3. Liga
- 2023 4e
3. Liga
- 2024 16e
2. Bundesliga
- 2025 9e
3. Liga

- Niveau 2
- Niveau 3
- Niveau 4
- Niveau 5

| Legenda niveautijdlijn | Legenda niveautijdlijn      | Legenda niveautijdlijn      | Legenda niveautijdlijn      | Legenda niveautijdlijn    | Legenda niveautijdlijn |
| Liga                   | Seizoen 1963/64 t/m 1973/74 | Seizoen 1974/75 t/m 1993/94 | Seizoen 1994/95 t/m 2007/08 | Seizoen 2008/09 tot heden | Opmerking              |
| ---------------------- | --------------------------- | --------------------------- | --------------------------- | ------------------------- | ---------------------- |
| Bundesliga             | Niveau I                    | Niveau I                    | Niveau I                    | Niveau I                  |                        |
| 2. Bundesliga          | --                          | Niveau II                   | Niveau II                   | Niveau II                 |                        |
| 3. Liga                | --                          | --                          | --                          | Niveau III                |                        |
| Regionalliga           | Niveau II                   | --                          | Niveau III                  | Niveau IV                 |                        |
| Oberliga               | --                          | Niveau III *                | Niveau IV                   | Niveau V                  | * vanaf 1978/79        |

## Bekende (oud-)spelers
- Quido Lanzaat
- Saïdou Panandétiguiri
- Orlando Smeekes
- Thijmen Goppel
- Michel van Zundert